# Paolo Selvadagi
Mons. Paolo Selvadagi (* 12. července 1946, Řím) je italský římskokatolický kněz a emeritní pomocný biskup římské diecéze.

## Životopis
Narodil se 12. července 1946 v Římě. Navštěvoval Římský papežský seminář a na kněze byl vysvěcen 8. prosince 1972, a byl inkardinován do římské diecéze.
Na Papežské lateránské univerzitě získal doktorát z teologie a na Univerzitě La Sapienza studoval filosofii.
Roku 1988 byl jmenován kaplanem Jeho Svatosti a roku 2009 čestným prelátem Jeho Svatosti.
Po vysvěcení působil jako; asistent a vice-rektor Římského menšího papežského semináře, duchovní ředitel Římského menšího papežského semináře, člen Kněžské diecézní rady, profesor filosofie na Papežské lateránské univerzitě, rektor Římského menšího papežského semináře, církevní asistent diecézní katolické akce, zástupce představeného semináře formační koleje římské diecéze kněžské rady, kněz farnosti Svatého Jana Zlatoústého, prefekt X. římské prefektury, kněz farnosti Narození Našeho Pána Ježíše Krista, člen Kolegia poradců atd.
Dne 14. června 2013 jej papež František jmenoval pomocným biskupem Říma a titulárním biskupem salpijským. Biskupské svěcení přijal 7. září 2013 z rukou kardinála Agostina Valliniho a spolusvětiteli byli arcibiskup Adriano Bernardini a arcibiskup Filippo Iannone.
Dne 9. září 2022 přijal papež František jeho rezignaci na post pomocného biskupa z důvodu dosažení kanonického věku 75 let.